# 論人計酬支付
論人計酬支付（英語：Capitation (healthcare)，或稱按人頭付款）是一種支付費用給醫療衛生提供者的方式。它為分配給這些機構的登記加入者，無論加入者是否會尋求醫療衛生服務，都規律性定期支付固定的金額給這些提供者。金額的計算方式是根據患者的平均預期服務利用率，而且會隨著患者的年齡和健康狀況而有變化。

## 類型
不同的醫療衛生系統會有不同的安排。

### 美國論人計酬支付系統
初級論人計酬支付是管理式醫療護理組織與初級照護醫師之間的支付方式，當登記加入會員（受保人）選擇某位醫生提供服務，組織會直接把費用支付給這位醫生。二級論人計酬支付是管理式護理組織所安排，在醫生與二級照護或專科機構（例如X光設備或輔助設施之類的耐用醫療設供應商）之間的付款方式，二級照護機構也根據初級照護醫師的登記加入會員人數獲得論人計酬的付款。通用論人計酬付款（Global capitation），則是一家醫療衛生提供者按月根據整個網絡的所有會員，收取固定費用的方式。

### 英國論人計酬支付系統
在1948年至1968年之間，英國對於他們的國民保健署（NHS）的經費撥款，基本上是隨著通貨膨脹調整，而呈連續上升的情形。資源分配工作小組設計出一套公式，在1977年到1989年運作（根據國民年齡和性別作調整，再引用標準化死亡率來為發病率加權）。

## 動機
在論人計酬支付系統之下，醫生或醫療提供者會有思考治療成本的動機。因為無論患者的身體狀況如何，這種支付方式只會為每位患者支付固定的費用，因此醫生或醫療機構會設法避免那些會產生療程繁複，成本高昂的患者。

## 對護理影響
在這種支付系統之下的醫生和醫療供應者會把重點放在預防醫學之上，因為預防醫學的工作比治療疾病的工作簡單，在經濟回報上比較划算。這樣的支付方式會把醫療資源從複雜昂貴的治療領域導引到簡單型的醫學領域。

## 和保險比擬
傳統的醫療保險公司接受論人計酬支付的方式（收取固定保險費用）來承保患者的財務風險。保險公司的收入固定，每個參保的患者在發生風險後會對保險公司提出全額索賠。當醫生/醫療供應者接受論人計酬支付的方式，他們基本上就等於為那些登記加入的患者提供保險，他們負責解決患者在護理上的需求，並對不可預料的未來醫療費用自行承擔風險。大型機構比小型的，往往有較好的風險管理能力，因為他們對於服務的需求和成本的變化有較佳的準備，但是大型的醫療機構與大型保險公司相比，這些醫療機構在風險管理方面的效率不一定彰顯。與保險公司相比，醫療機構的規模通常仍小，反而更像是個人消費者，他們年度的成本佔其年度現金流量的百分比，變化的幅度遠遠超過大型保險公司的。例如針對25,000名患者，接受論人計酬支付方式的眼部護理計劃，就比針對只有10,000名患者的計劃更可行。登記加入的患者越少，年度費用的變化就越大，費用越有可能會超出機構本身所具備的負擔能力。在非常小的論人計酬支付患者的組合中，只要有少數患者花費巨大，就會對於機構的總體成本發生重大的影響，而機構發生財務困難的機會就會增加。
醫師和其他醫療機構缺乏風險管理所需具備的精算、承保、會計、和財務的技能，但是他們最大的問題是他們之中，在平均患者費用的估計就存在不小的差異，與通常能夠準確做估計的保險公司相比較，他們有財務上的劣勢。由於風險和組合的規模大小息息相關，醫療機構只能通過增加其登記加入患者的數量來降低風險，但是相對於保險公司，醫療機構在此的效率不一定良好，他們無法應付增加患者人數之後的工作負荷。要達到像保險公司一樣能有效的管理風險，醫療機構必須要擁有像保險公司一樣的承保人數規模。 健康維護組織（HMO）和保險公司，比那些目前承擔風險的醫療機構更能妥善管理其成本，並且在接受調整後的論人計酬支付後，仍能維護它們的盈利。風險轉移實體（即這些保險公司、HMO、或是醫療機構）只有在能夠承受風險，但又能維持利潤水準的情況下，才能簽訂這類的合約。

## 再保險
醫療衛生提供者無力負擔再保險的保費，把再保險公司的預期損失成本，加上費用、利潤、和風險負擔等成本列入考慮，對於本來金額就不大的論人計酬收入無異是雪上加霜。再保險的目的是把提供者的風險連同回報轉移給再保險公司，以換取更穩定的經營業績，但這種再保費用對於提供者算是額外的，是件不切實際的事。

## 外部連結
- The Case for Capitation （页面存档备份，存于）
- How Effective is Capitation at Reducing Health Care Costs? （页面存档备份，存于）